# Ислямски религиозни лидери

## Халиф
Халиф титлата на ислямския водач на Уммата или ислямската общност. Тя е латинизирана версия на арабската дума халифах (на арабски: خليفة), която означава „наследник“, т.е. наследник на пророка Мохамед (с.а.с.). Халифът често е наричан Амиир ал-Муминин (на арабски: أمير المؤمنين) – „Принц на вярващите“, където думата „принц“ се използва в смисъл на „командир“. Титлата не се използва от премахването на османския султанат през 1924 година.

## Имам
Имам е арабска дума, означаваща „лидер“. Примерно владетелят или държавният глава на дадена държава може да бъде наречен имам. Все пак терминът има важна връзка с ислямските традиции и особено в шиитските вярвания. В суннитските среди се използва за основоположниците на основните ислямски школи.

## Аятолах
Аятолах е висока титла, с която са удостоявани висши шиитски духовници. Думата означава „знак от Бог“ тези, които носят тази титла са експерти в ислямските дисциплини.

## Молла
Молла е духовник, който е изучил Корана и хадисите и е смятан за експерт в определени ислямски дисциплини.

## Муджтахид
Муджтахид е тълкувател на ислямски текстове - Корана и хадисите. Това обикновено са мюфтии, които разясняват съответните текстове.

## Мюезин
Мюезин е лицето, което произнася езана. Обикновено е и астроном, натоварен със задачата да изчислява времената за намаз.